# Walter von Bulow
Walter von Bülow-Bothkamp (24 de Abril de 1894 – 6 de Janeiro de 1918) foi um piloto alemão durante a Primeira Guerra Mundial. Abateu 28 aeronaves inimigas, o que fez dele um ás da aviação.